# Johannes Bernardus Bernink

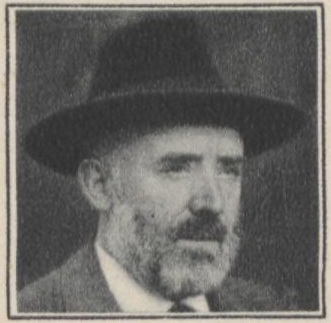
J.B. Bernink

Johannes Bernardus (Bernard) Bernink (Denekamp, 24 januari 1878 – aldaar, 18 april 1954) was een Nederlands onderwijzer en natuurliefhebber. Meester Bernink, zoals hij werd genoemd, was stichter van het Museum Natura Docet in Denekamp.

## Leven en werk
Bernard Bernink was een zoon van schoenmaker Gerardus Bernink en Lena Kokkelder. Hij werd opgeleid aan de Rijksnormaalschool in Oldenzaal en werd kort na het behalen van de onderwijsakte aangesteld als onderwijzer aan de Openbare Lagere School in zijn geboorteplaats. Als tiener begon Bernink met het aanleggen van een natuurhistorische verzameling. Hij verzamelde en determineerde planten, die hij droogde en in een herbarium ordende. Hij nam in 1898 een abonnement op het tijdschrift De Levende Natuur en kwam zo in contact met Eli Heimans en Jac. P. Thijsse. Alle drie waren ze betrokken bij het 'biologisch reveil'. Bernink publiceerde in De Levende Natuur en andere uitgaven over de lokale flora, fauna en geologie. In 1910 vertaalde hij vanuit het Duits een boekje over terraria. In 1916 publiceerde Bernink het boekje Ons Dinkelland, dat positief werd ontvangen. Thijsse schreef in een recensie: "Wij zijn Bernink zeer dankbaar voor zijn boekje en wenschen Oost-Twente geluk met deze buitengewoon interessante terreinbeschrijving, die heel wat beters en hoogers geeft, dan wal wandelgidsen ons gewoonlijk voorzetten. Moge het door herdruk na herdruk een steeds getrouwer beeld geven van dezen schoonen uithoek van Nederland en vooral moge er bijtijds voor gezorgd worden, dat de streek behoed blijve voor schennis en verarming."
Bernink was bestuurslid van de in 1901 opgerichte Vereeniging Vreemdelingenverkeer in Denekamp. In 1903 was hij een van de de oprichters van een Twentse afdeling van de Nederlandsche Natuurhistorische Vereeniging. In 1909 kreeg Bernink zitting in het hoofdbestuur en de taak van conservator. In 1946 werd hij benoemd tot erelid van de vereniging. 
Berninks herbarium en entomologische verzameling vormden de basis voor een museum, dat hij in 1911, met financiële hulp van Twentse textielfamilies Van Heek, Scholten en Jannink, in zijn ouderlijk huis opende en dat de naam Natura Docet ('de natuur onderwijst') kreeg. In 1922 verhuisde het gezin Bernink met het museum naar een monumentale villa aan de Oldenzaalsestraat en werd Bernink formeel directeur. In 1936 werd een nieuwe geologiezaal van het museum geopend door burgemeester Van der Heijden. Bernink werd in hetzelfde jaar benoemd tot ridder in de Orde van Oranje-Nassau. Toen hij zestig werd, ging hij als onderwijzer met pensioen. Als museumdirecteur ging hij nog tien jaar door, hij bleef daarna als adviseur aan het museum verbonden. In 1952 ontving hij de Erepenning voor Verdiensten jegens Openbare Verzamelingen.
Bernink overleed op 76-jarige leeftijd. Zijn dochter Heleen was vervolgens directeur (1954-1977) van het museum. De Meester Berninkstraat in Denekamp en de J.B. Berninklaan in Almelo werden naar hem vernoemd. In 1986 werd bij het museum een gedenkzuil geplaatst, gemaakt door Josef Krautwald en Jesualda Kwanten, met in brons een reliëfportret van Bernink.

## Enkele publicaties
- J.B. Bernink (1916) Ons Dinkelland : Natuurhistorische beschrijving van Oost-Twente. Denekamp: Natura Docet.[9]
- P. van der Lijn en J.B. Bernink (1918) Geologie van Nederland Hengelo: H.L. Smit en Zn.
- J.B. Bernink (1926) Twentsche Zangvogels, brochure.
- J.B. Bernink (1942) De Keien onzer Heiden. Meppel: J.A. Boom en Zoon.